# FORTUNETRINITY2
フォーチュントリニティ2（FORTUNE TRINITY2）は、2012年12月より稼働開始したコナミデジタルエンタテインメントの大型マスメダルプッシャーゲームである。前作の『FORTUNE TRINITY』の続編である。
本作ではかな文字表記が中心となり、前作のような英語表記はほとんどなくなった。
2016年12月より続編となる「FORTUNE TRINITY 3 〜三神獣の秘宝〜」の稼働が順次開始されている。
2021年1月にFORTUNE TRINITYシリーズ4代目「FORTUNE TRINITY ～精霊の至宝祭～」が稼働開始、コンバートとして稼働可能。

## 概要
基本ルールは前作とほとんど変わらないが、今作では通常時のスロットが1ラインとなり、スロットのストックレベルにレベル4（配当150枚）とレベル5（配当200枚）が追加された。
前作と同じく、7以外の奇数数字が揃うと確変モード「新世界遺産モード」に突入する。3ラインルーレットで、実質的な内容は前作とほとんど変わらないが、前作では5つの数字が一直線に並んでいたのが、今作では「*」のような形に数字が配置されるようになった。2ライン当選でダブルWIN（配当2倍）、3ライン当選でトリニティWIN（配当3倍）となる。確変継続で10枚×ライン数の追加配当があり、スロット1回の最大当選枚数は630枚である。
なお、通常時・確変時ともにスタートチェッカーの区別はなくなったほか、フィールドWIN中はいかなる場合においてもチェッカーが無効となった。
本作ではトレジャーボール・ゴールボーナスが廃止され、代わりにチャンスボール・スロットジャックポットが追加された。
本作からはe-AMUSEMENT PASS以外のe-AMUSEMENT PASS機能対応端末（携帯電話など）が使用可能となり、ミリオンキーパー機能が追加された。前作同様、e-AMUSEMENT PASSを使用するとマイページ内にて新世界遺産モードの楽曲を選択できる。ラインナップには当ゲームオリジナル楽曲やクラシック楽曲の他、大型筐体の音楽ゲームで実際に使用されている楽曲もある。e-AMUSEMENT PASSをリーダーから離すと、ベル音が鳴って『e-AMUSEMENT PASSの接続が切れました。』のテロップがステーション画面下部で流れる。「MILLIONET」のミリオンジャックポット関連の告知でも同様のベル音付きテロップが使用されている。
今作は100円貸出機能が搭載された、100円～500円で店舗に設定した枚数で貸出される、店舗の設定によってはボーナスルーレットで貸出した金額の応じて、回数分挑戦できるシステムである。

### スロットの当選役
222 / 444 / 666 / 888通常図柄。メダル払い出し（30 - 200枚）。
111 / 333 / 555 / 999確変図柄。メダル払い出し（30 - 200枚）。
オーブオーブ払い出し。
ボールチャンスボール（透明な小型ボール）払い出し。チャンスボールを落とすと、10枚の払い出しの後、5回転のチャンスタイムがスタートする。チャンスタイム中は大砲発動の確率が大幅アップし、確変図柄が当選しやすくなる。なお、チャンスタイム中にチャンスボールを落とした場合、残りゲーム数に5回転プラスされる。
スカイスカイルーレットステップ。これのみ中央のリールに停止するだけで当選となる。3つ溜まると天井の巨大ルーレット抽選が開始される（後述）。
777Newレジェンドモード突入（後述）。
スロットJPスロットジャックポットを獲得。スロットジャックポットは枚数がMAX表示になるまで必ずどこかのステーションで当選する。なお、初期値&限界（カンスト）値は店舗側で設定できる（デフォルト設定：初期値300枚/限界値1000枚）。他の3つのジャックポットと異なり、常時ステーションからの払い出しとなる。
ダイレクトレジェンドモード中のみ。直接ステーションチャレンジに突入。

## ステーションチャレンジ
フィールドからオーブを落とすことで、ステーションチャレンジへと進む。まず3色の「トリニティクルーン」でどのルーレットに挑戦するかを決定。次に画面上部「パーソナルクルーン」の抽選ポケットへと落ちた瞬間に、画面上のルーレットが停止。表示された配当が支払われる。前作と違い配当は固定。
25WIN・30WINメダル25枚または30枚払い出し。
ダイレクト30WINメダル30枚が直接手元に払い出し。
オーブオーブ1個とメダル25枚払い出し。
JPチャンス選ばれたジャックポットチャンスが始まる。
通常時のマスは、25WIN×2、ダイレクト30WIN×2、オーブ、JPチャンスの6つ及び25WIN×3、ダイレクト30WIN×1、オーブ、JPチャンスの6つの2パターン。確変中のマスは30WIN、ダイレクト30WIN、オーブ、JPチャンスの4つでJPチャンス当選率が1/6から1/4になる。

## ジャックポットチャンス
ジャックポットチャンスは3種類存在し、それぞれ抽選方式が異なる。「クリスタルジャックポット」はプレイヤーのメダル投入枚数でプログレッシブ値が上昇、「ライジングジャックポット」は抽選次第でMAX9999枚、「フォーチュンジャックポット」は枚数固定である。
ジャックポットを獲得するとセンターユニットの液晶部が左右に分かれて演出が始まる。各JACKPOTごとに違う演出が用意されているほか、特定の条件下で発生する初代JP演出も存在する。当選枚数がジャックポット単体で3000枚を超えるとスタッフロールが流れるが、前作において3000枚以上のジャックポットはPREMIUM JACKPOTと言われていたことから、ファンの間では2においてもプレミアムジャックポットと呼ばれている。センターユニットには内部に6列のホッパーがあり、ステーション側からセンターユニットへ投入されたメダルは演出の映像と音に合わせて滝のように払い出されるシステムとなっている。しかしこれが何らかの事情で3列以下しか作動しない場合は、他のプッシャーマシン同様ステーションからの払い出しとなる。店側の設定でも、センターユニットを使用せずステーションからの払い出しのみに設定することが可能（その場合中央のメイン液晶には「センター払い出し 調整中」と表示される）。
なお、今作での工場出荷設定のクリスタルジャックポットのプログレッシブ上限は5000枚。店舗側の設定でそれ以上の設定にすることも可能だが、後述する最高配当は5000枚を基準とする（最大設定9999枚、クリスタルJPが9999×3で29997枚）。

### ライジングジャックポットチャンス
ボールを用いた連続抽選。上部に到達しポケットからこぼれ落ちたボールが柱にぶつかりながら落ちて再びポケットに入り、入ったポケットの色に応じて各種配当を獲得する。抽選チャンスは最低4回。ポケットはメダル（10・50・100枚）・抽選回数+2回（残り回数の上限はなし）・ライジングジャックポットステップ（+リトライ）の5種類で、抽選権がなくなるか配当が9999枚になるまで抽選を繰り返して配当を決める。ライジング JACKPOTステップ（+リトライ）の配当は、1回目は50枚、2回目は100枚、3回目以降は1000枚となる。最高獲得枚数は9999枚。残り回数の表示は、ランプの部分は6回分までしか用意されていないが、枚数の右隣（前作ではFIRE JPのプログレッシブ値の小数部として使用されていた）にも表示されており、7回以上の回数はそちらで確認可能。

### クリスタルジャックポットチャンス
大型のボールを用いたルーレット抽選。前作およびその前身『フォーチュンオーブ』シリーズ3作の抽選機と類似している。
最初に右側の小型ルーレットで倍率抽選。ポケットは3個で、「×2」へ入賞すると、全ての配当が2倍、「×3」へ入賞すると全ての配当が3倍となる。続いて左側の大型ルーレットで配当抽選。配当は100枚（確率3/4）・200枚（1/6）・クリスタル JACKPOT（1/12）の3種類。最高配当は5000(9999)×3=15000(29997)枚。プログレッシブ値は投入1枚につき0.01上昇する

### フォーチュンジャックポットチャンス
ステーションチャレンジと同様に、オーブを用いて各ステーションの抽選機で行われる。バトル形式となっており、抽選は最大2球。まずトリニティクルーンでジャイアント（赤）・ポセイドン（青）・フェニックス （黄）の巨像のいずれかの対戦相手を抽選し、パーソナルクルーンで与えるダメージを決定。残りHPが0になると高配当を獲得できる(「一撃必殺」に止まれば必ず倒せるが、ダメージ分の配当は加算されない)。なお、いずれかの巨像を倒した時点で抽選は終了。JACKPOTを獲得するには、「フェニックス （黄）」を倒す必要がある。
配当は、巨像に与えたダメージ（50枚・100枚・200枚・300枚・400枚（300枚と400枚は黄色のみに存在、「一撃必殺」自体の配当は0枚））+巨像を倒した場合に「ブルーボーナス」（300-1000枚）、「レッドボーナス」（500-1000枚）、「フォーチュンジャックポット」（2500-9999枚）。シリーズを通じて唯一、JACKPOTの枚数が店舗ごとに固定されている。
巨像のHPはマシン全体で共有され、次回の挑戦者に引き継がれる。
また、1回のフォーチュンジャックポットチャンスで挑戦されなかった巨像のHPは50回復する。つまりフォーチュンジャックポットチャンス終了後、最低1体のHPは50回復する（ただし、設定されている最高値は超えない）。
クリスタルJPの上限値と同様、店舗毎にボーナスやJACKPOTの枚数は変更可能。最高獲得枚数は[フォーチュンJP2500～9999枚+400枚×二球=合計3300～10799枚]となる。

#### 期間限定イベント
今作では、フォーチュンジャックポット（黄）の巨像が、期間限定でフェニックスに代わり以下の巨像が登場した。倒すと獲得できるトロフィーも専用のものとなっている。
ケンタウロス
グリフォン
スノウキング
クラーケン
カエルキング

### ALLジャックポットチャンス
後述するスカイルーレットにおいて「TRINITY SLOT」に当選し、さらにこのALLジャックポットチャンスに当選すると挑戦できる。
ライジング→クリスタル→フォーチュンの順で挑戦するが、配当は各抽選ごとではなく、3種すべての結果が合計されて払い出される。よって、ランキングの獲得種別の表記も「ALL」という扱いになる。最高配当は工場出荷時設定で28299枚、最大設定で50795枚。

### 抽選機が故障した場合
ライジングジャックポット及びクリスタルジャックポット抽選機が故障している場合は、フォーチュンジャックポットの抽選方式で代用される（センターのメイン液晶には「○○ 調整中」の文字が表示される）。その場合、挑戦したジャックポットに対応する巨像に勝利するとジャックポットが獲得できる。またフェニックス（黄）は通常では存在しない「イエローボーナス（初期設定:不明）」に変更となる模様。

## スカイルーレット
筐体最上部にある直径約3メートルの巨大ルーレットが回転し、自分のステーションで停止した配当を獲得する。スカイルーレットで「ALLスカイルーレット」が止まると、ALLスカイルーレットに発展。ALLスカイルーレットは全員参加のスカイルーレットであり、参加した全員が停止した配当を獲得する。
※こちらもライジングジャックポットチャンス&クリスタルジャックポットチャンス抽選機同様、故障時などに使用しない設定にすることが可能。その場合はスカイルーレットは発生しない （「天井抽選　調整中」と表示）。
※ALLスカイルーレットの場合、TRINITY SLOT/ALLスカイルーレットは仕様上当選しない。
配当一覧
- 100/200/500WIN
- ALL スカイルーレット
- オーブ2個
- ライジングジャックポットチャンス
- クリスタルジャックポットチャンス
- TRINITY SLOT - 液晶画面がスロットに切り替わり、3種のジャックポットチャンスのうちどれか、3種類すべてのジャックポットチャンスに挑戦する「ALLジャックポットチャンス」の4種類のうちどれかが必ず当選する。

## Newレジェンドモード
スロットで「777」が当選すると「Newレジェンドモード」に突入する。
スロットは専用のものに切り替わり、オーブを落とすかスロットでダイレクトが当選するとステーションチャレンジへと進む。このモードのステーションチャレンジでは、専用のルーレットで抽選する。
100WIN - 400WIN表示数値の枚数をフィールドに払い出す。初期値は100枚。入賞すると終了ポケットに変わり、そのルーレットの他ターゲット（WIN）が100枚追加される（確率4/6）。
ダイレクト100WIN - 400WIN表示数値の枚数を直接払い出す。初期値は100枚。入賞すると終了ポケットに変わり、そのルーレットの他ターゲット（WIN）が100枚追加される（確率1/6）。
終了NEWレジェントモード終了。
JPチャンス各種JACKPOTに挑戦できる他、そのルーレットの全ポケットが「100WIN」にリセットされ、終了ポケットも消滅（確率1/6）。
なお、400WIN、ダイレクト400WINが当選すると、そのルーレットの他ターゲットは各種JPチャンスへと変更される。
そのため、JPチャンスの確率が1/3になる。
なお、NEWレジェンドモード中は専用スロットでメダルWINを当選した場合、一時的にチェッカーが反応しなくなるが、基本的にはメダルの払い出し中にもチェッカーが反応するようになっている。但しNEWレジェンドモード中でも各JPチャンスによる払い出しやジャックポット当選時の払い出しではチェッカーはやはり反応しない。

## スタッフ
- プロデューサー：佐々木龍
- ティレクター：菅 慎哉
- メカニカルエンジニア：佐々木謙、佐々純一
- ハードウェアエンジニア：小口文士
- ソフトウェアエンジニア：坂田栄治、井上男樹、加藤悠太、安齋 純
- CG デザイナー：多田一樹、花田匡隆、小泉忠裕、高野光雄
- インダストリアル デザイナー：重松知憲
- プロダクト デザイナー：小倉一泰
- サウンド デザイナー：岡本清佳、榎本三和子
- セールス＆マーケティング：城 好信、米田宜史、内藤 塁、倉木亮介、川上健太、樋口 努、加藤充啓、斎藤敬一
- マニュアルデザイナー：半沢 元振
- ボイスアクター：河本邦弘、Carolyn Miller
- スペシャル サンクス：青山昌史、赤松理恵、有馬智彦、石井真悟、石井信繁、風岡恒治、北河学、酒井良、佐藤努、佐藤義明、鈴木陽介、関口舞子、高橋幸枝、巽涼平、土屋有季、中西啓二、林裕志、松本泰浩、三登章裕、文美賢
- 統括マネージャー：内山貴視
- 統括プロデューサー：奥秋政人

## その他
今作は前作からのコンバージョントで構成されており、店舗によってはオプションを付けていない筐体もある。
- 大砲ユニット
- 100円課金用ユニット
- その他装飾部品

### メインＰＣ
今作では Microsoft Windows XP Embedded  を使用しゲームを構成してる。
なお、メインPCに搭載されているCPUが intel Celeron 440（初代から変更なし）RAMが2GBを使用している。